# Batzendorf
Batzendorf ist eine französische Gemeinde im Département Bas-Rhin in der Region Grand Est (bis 2015 Elsass). Die ungefähr 30 Kilometer nördlich von Straßburg gelegene Gemeinde zählt 983 Einwohner (Stand 1. Januar 2021).

## Geschichte
Batzendorf ist ein ehemaliges Reichsdorf.
Während der Französischen Revolution war Batzendorf ein Dorf der Bailliage de Haguenau.
Bis 1789 gehörte die Gemeinde Kriegsheim zum Schultheißamt Batzendorf.

### Bevölkerungsentwicklung
| Jahr      | 1962 | 1968 | 1975 | 1982 | 1990 | 1999 | 2006 | 2017 |
| --------- | ---- | ---- | ---- | ---- | ---- | ---- | ---- | ---- |
| Einwohner | 513  | 534  | 651  | 718  | 733  | 826  | 928  | 988  |

## Verkehrsanbindung
Zwischen Batzendorf und Niederschaeffolsheim besteht ein Anschluss an die Departementsstraße D 1340.

## Sehenswürdigkeiten
- Maisons à colombages (Fachwerkhäuser)
- Kirche St-Arbogast aus dem Jahr 1781 mit zwiebelförmigem Glockenturm

## Persönlichkeiten
- Émile Durrheimer (1909–1994), römisch-katholischer Geistlicher und Bischof von Katiola